# Rochebrune (Altos Alpes)
 Rochebrune  es una comuna y población de Francia, en la región de Ródano-Alpes, departamento de Altos Alpes, en el distrito de Gap y cantón de Chorges.
Está integrada en la Communauté de communes du Pays de Serre Ponçon.

## Demografía
| 134 | 78 | 94 | 106 | 99 | 128 |
| Para los censos de 1962 a 1999 la población legal corresponde a la población sin duplicidades (Fuente: INSEE [Consultar]) |    |    |     |    |     |